# Лавегахау
Лавегахау (уолл. Lavegahau) — деревня в районе Муа в королевстве Увеа на Уоллис и Футуна.

## География
Ваималау находится на северо-востоке района Муа на севере острова Увеа. На юге граничит с деревней Тепа, а на севере — с Ха’афуасиа.
В западной части деревни находится церковь и сельскохозяйственное училище Ваимоана (уолл. Vaimoana). Далее к западу простирается мало заселённая часть поселения, где находится бар и озеро Ланумаха (уолл. Lanumaha).

## Население
Население деревни Лавегахау:
| Год  | Численность | Численность |
| ---- | ----------- | ----------- |
| 1996 | 331         |             |
| 2003 | 379         |             |
| 2008 | 359         |             |
| 2013 | 342         |             |
| 2018 | 330         |             |